# Radmilo Ivančević
Radmilo Ivančević (sinh ngày 4 tháng 9 năm 1950) là một huấn luyện viên và cựu cầu thủ bóng đá người Serbia.

## Sự nghiệp Huấn luyện viên
Radmilo Ivančević đã dẫn dắt Partizan, Real Oviedo, Atlético Madrid, OFK Beograd, Consadole Sapporo, Obilić, Rad Belgrade và Alki Larnaca.